# Ulriksdals Golfklubb
Ulriksdals Golfklubb är en golfklubb belägen i stadsdelen Järva i Solna kommun.
Området angränsar Ulriksdal och var tidigare plats för Ulriksdals kapplöpningsbana.

## Historik
Ulriksdals Golfklubb bildades 1986, men dessförinnan hade golf spelats på platsen sedan 1970-talet. Marken var tidigare Ulriksdals kapplöpningsbana  som existerade mellan 1919 och 1960. Dessförinnan var det jordbruksmark till Överjärva gård.

## Banan
Klubbhuset och entrén ligger cirka en kilometer norr om Ulriksdals pendeltågsstation, mellan Uppsalavägen (E4:an) och Norra stambanan. Golfbanan är en parkbana och är tämligen kort och kompakt med små och väl inbunkrade greener. Banan har nio par 3 och nio par 4 och banrekordet för den senaste sträckningen är från 2006 och på 57 slag och innehavs av Daniel Jonsson. I april 2014 invigdes en 12-hålsbana. Golfbanan kommer att krympa eftersom nya bostäder och arbetsplatser uppförd på banans södra del (2015). Det finns även planer på att en del av golfbanan kan finnas kvar.

## Bilder

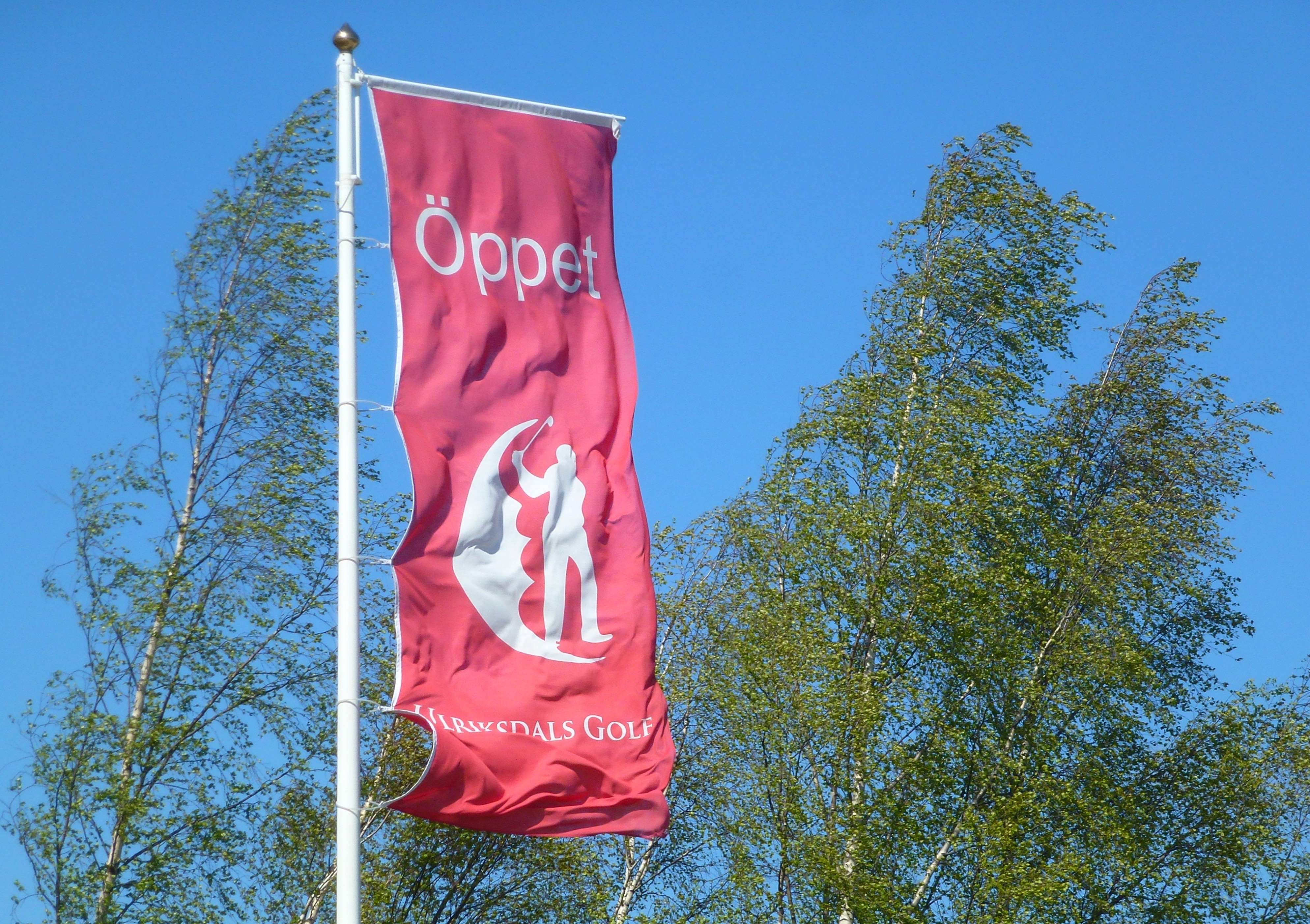
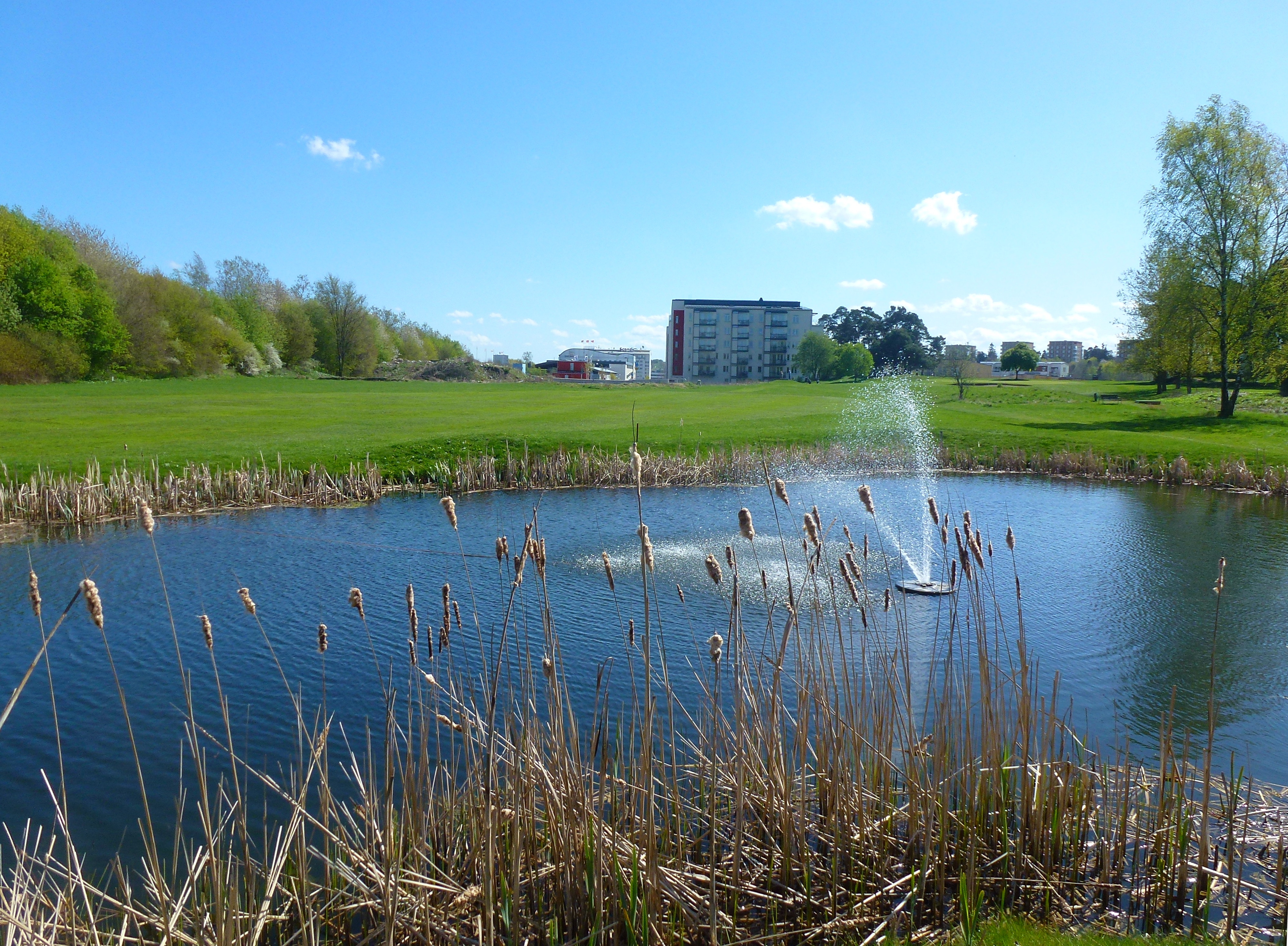
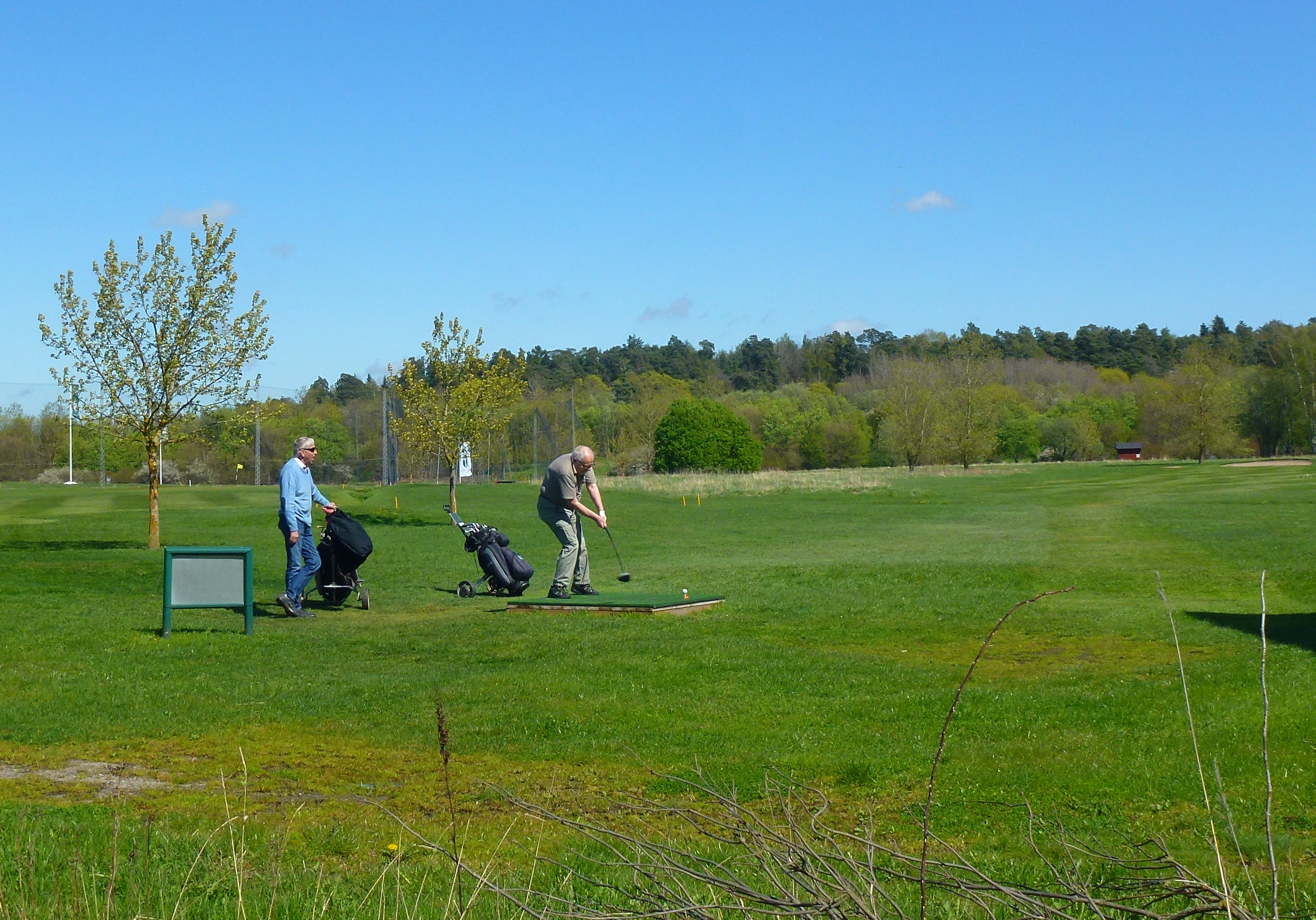
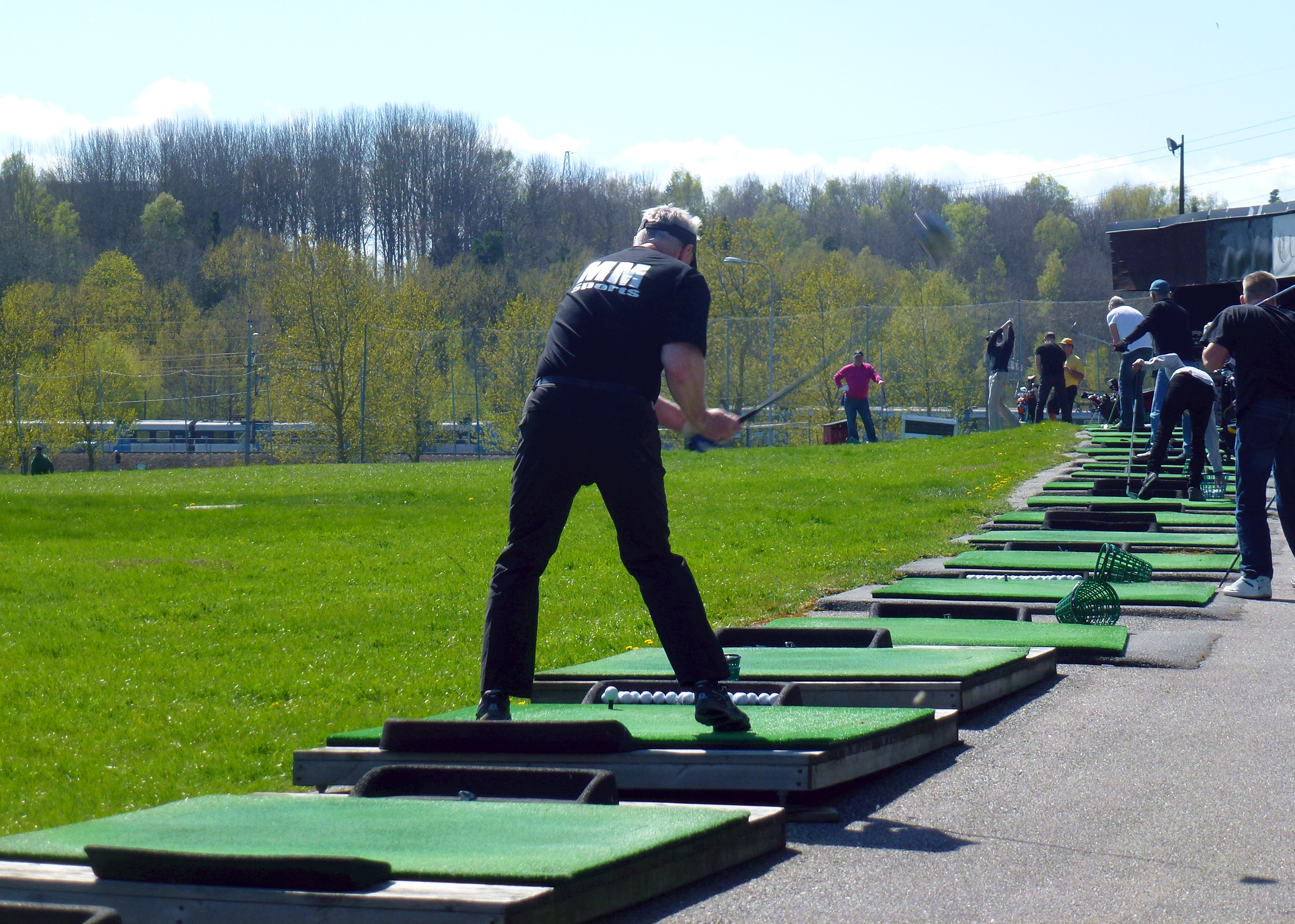